# ISOLDE radioaktív ionnyaláb-berendezés

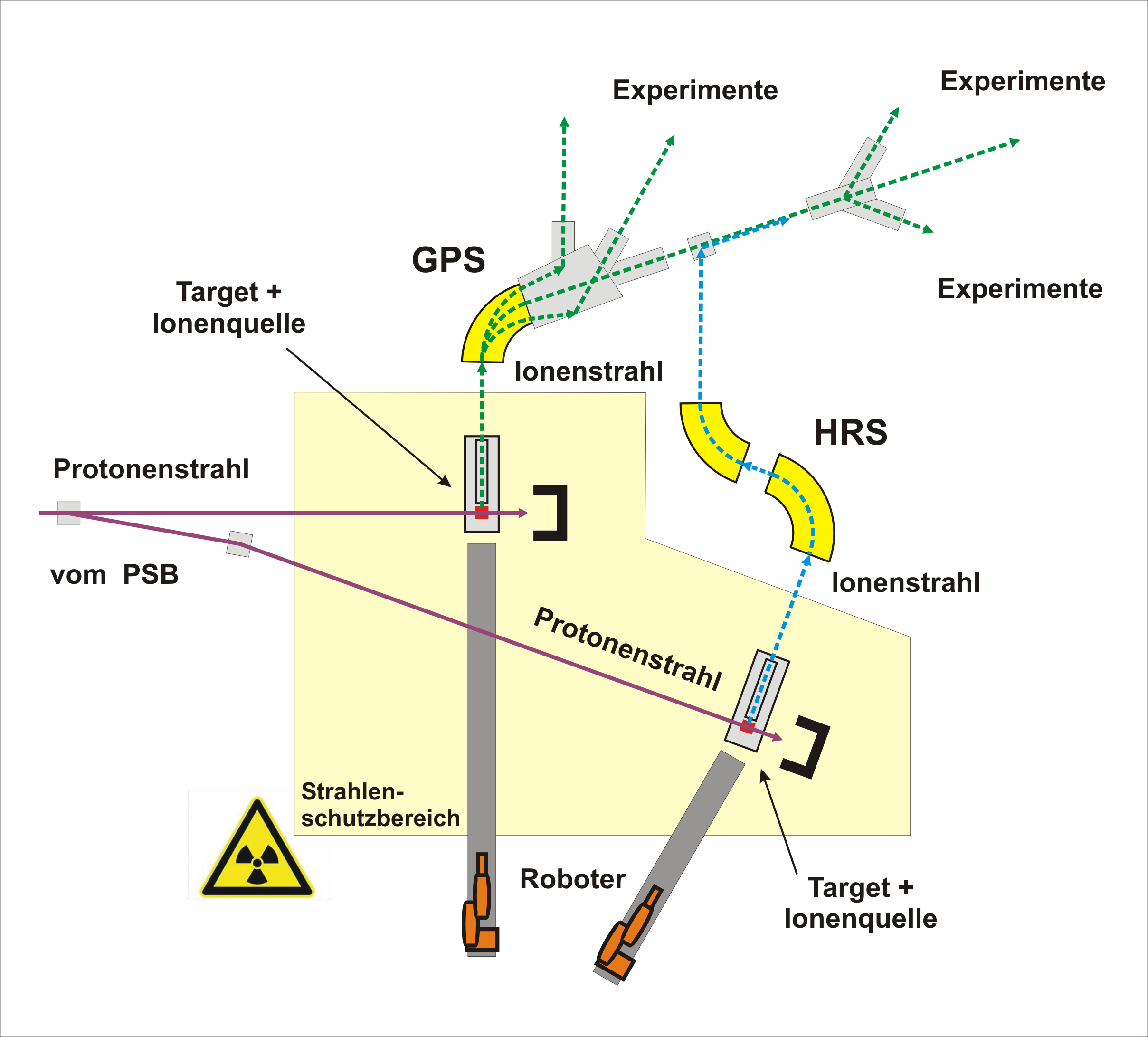
Az ISOLDE sematikus alaprajza

Az ISOLDE radioaktív ionnyaláb-berendezés (ISOLDE: Isotope Separator Online DEvice), amely 1967-ben állt üzembe, radioaktív atommagokat szolgáltat magfizikai, atomfizikai, anyagtudományi, szilárdtestfizikai és élettudományi kísérletek számára. 1974-ben és 1992-ben jelentősen átépítették. A részecskéket jelenleg a PS Boosterben gyorsítják, mielőtt az ISOLDE-ba kerülnének.

## Története
O. Kofoed Hansen és K.-O. Nielsen 1951-ben demonstrálták, hogy lehetséges rövid élettartamú izotópok előállítása. Az ISOLDE-t 1964-ben javasolták a Protonszinkrotron (PS) mellett, 1967-ben hajtották végre segítségével az első kísérletet. Többször hajtottak végre rajta fejlesztéseket, 1992-ben pedig átmozgatták a PS Boosterhez (PSB).

## Alkalmazása
Az izotópokat a PSB 1,4 GeV-es energiájú, maximálisan 2μA áramerősségű protonnyalábját egy vastag céltárgyra ejtve keltik, ahol a protonok a céltárgy atommagjaival spallációs, hasadási és fragmentációs folyamatokat indítanak be. Eddig 70 kémiai elem (Z=2–88) több, mint 600 izotópját sikerült előállítani, közöttük ms nagyságrendű felezési idejűeket is.